# Varanus flavescens
El varano amarillo de manglar, varano dorado o monitor amarillo (u otras variaciones de dichas plabras) Varanus flavescens es una especie de lagarto monitor encontrado en Asia del Sur. También es conocido como sol gohoro(en Nepalí). Otros nombres que recibe son SANGOIH (सनगोहि) en Maithili y Svarna Godhika (স্বর্ণগোধিকা) en Bengali.

## Descripción

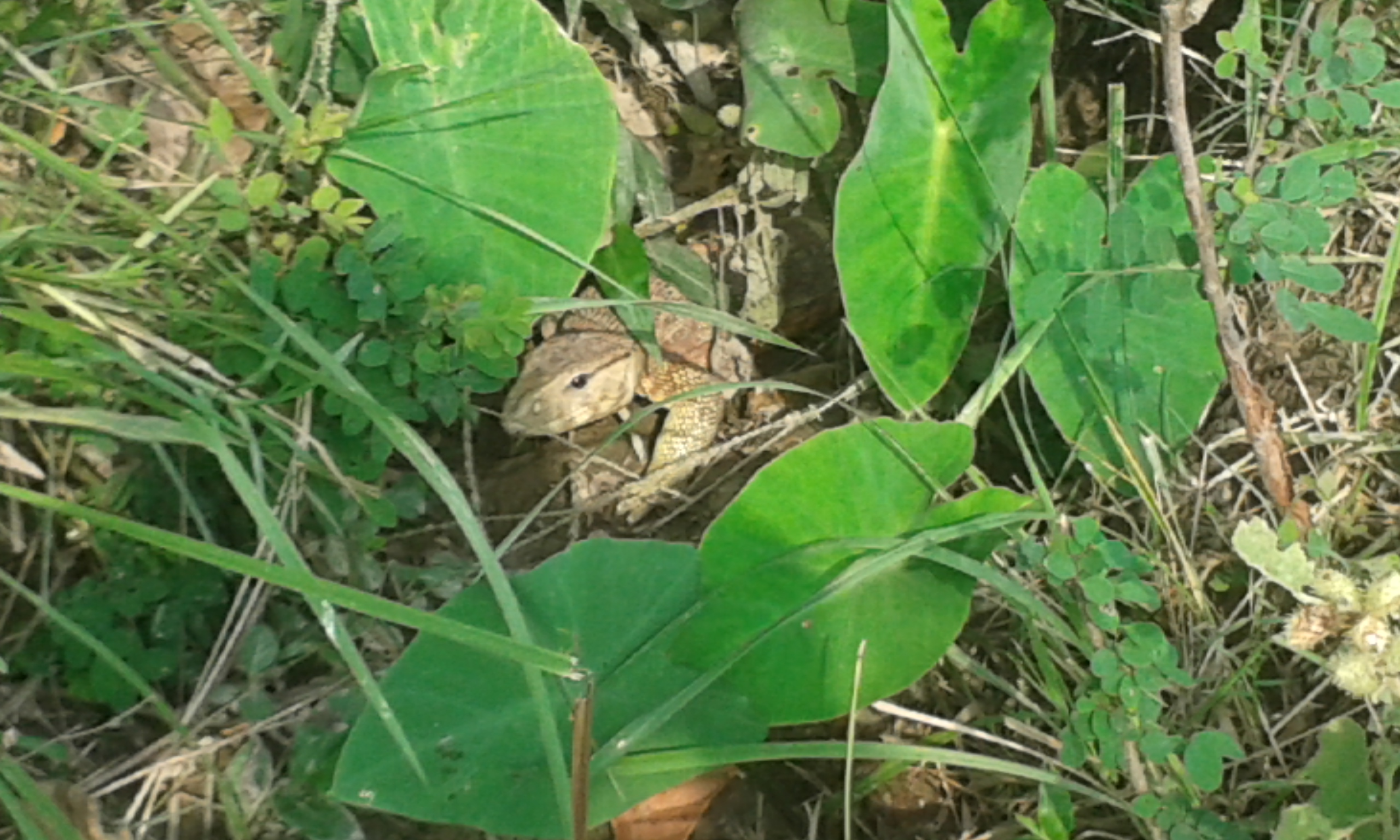
Varano dorado en Nepal

Es de tamaño mediano, mide 448 mm del hocico a la cloaca; 952 mm incluyendo la cola y pesa hasta 1450 g.
Varanus flavescens posee dientes subcorneales, ligeramente comprimidos. Su hocico es corto y convexo, midiendo poco menos que la distancia desde el borde anterior de la órbita al borde anterior del oído; el canto rostral es distinto. Su narina, una hendidura oblicua, está más cerca del extremo del hocico que de la órbita. Posee dígitos cortos, la longitud del cuarto dedo, medido desde su articulación con el tarso a la base de la garra, no supera la longitud del fémur. La cola del monitor amarillo está débilmente comprimida, con una quilla superior. Las escamas de la cabeza son pequeñas,  subiguales; la serie media de escamas supraoculares son ligeramente dilatadas transversalmente. Las escamas de las superficies superiores tienen quillas, moderadamente ovaladas. Las escamas abdominales lisas dispuestas en 65 a 75 filas transversales. Las escamas son oliva o marrón amarillento encima, con irregularidades de marcas más oscuras  generalmente confluentes en barras de cruz ancha; una raya temporal negriza; las superficies inferiores son de tonos amarillentos, con barras de cruz marrón indistinctas,  más distintos en la garganta. Ejemplares jóvenes presentan un marrón oscuro encima, con sitios amarillos confluentes en cruz; la superficie inferior amarilla, con barras de cruz marrones oscuras.

## Población
Tanto la  población real como las tendencias población son desconocidas. Pese a esto, se considerado que el monitor dorado posee una baja densidad de población, incluso en su hábitat preferido. Estudios limitados sugieren que los números de la especie están menguando, aun así se requieren más estudios para confirmar la tendencia real de la especie.

## Hábitat y ecología
La especie prefiere áreas húmedas con alta cobertura de follaje, se encuentran en los bordes de bosques y cerca de asentamientos humanos, estos segundos aumentando la probabilidad de asesinato directo. Parece que V. flavescens tolera modificaciones agriculturales a su hábitat a cierto nivel, ya que se han encontrado especímenes en plantaciones. Al no ser una especie generalista, sus números decrecen en áreas con árboles altos o ambiente seco. Es un lagarto carnívoro y menos adaptado a trepar, por sus cortos pies traseros. Separan su rango con el simpátrico V. bengalensis, ya que este prefiere áreas húmedas con árboles altos.

## Distribución
Llanuras aluviales de los ríos Indo, Ganges y Brahmaputra en India, Pakistán, Nepal y Bangladés.

## Amenaza

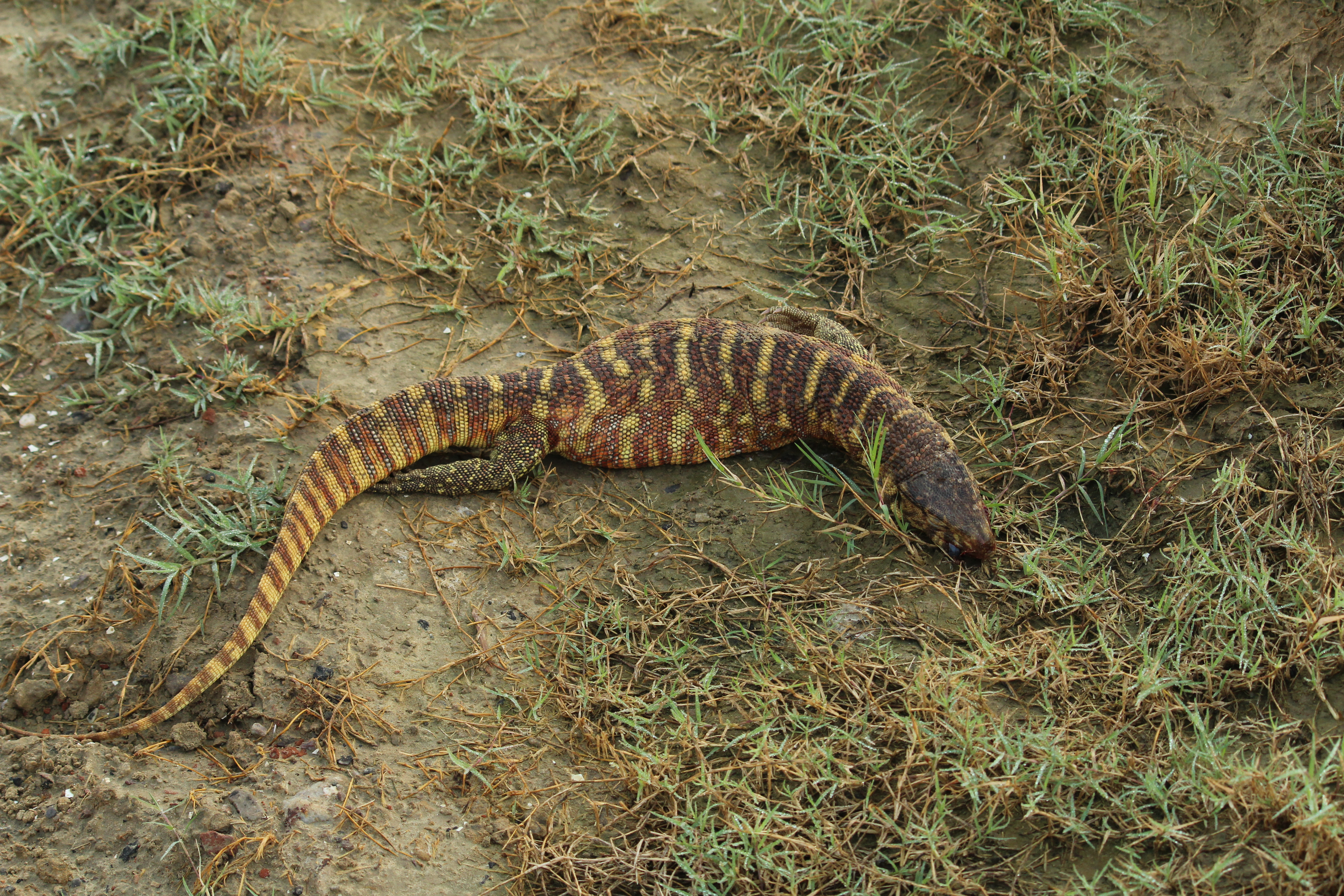
Varano amarillo (Varanus flavescens)

Anteriormente el comercio internacional era una importante amenaza a la especie, actualmente el estado de comercio es desconocido. Aun así, el comercio local y nacional nepalí crea una amenaza a la especie. Otra importante amenaza a la especie es el asesinato directo. La falta de conocimiento respecto a la especie entre las personas locales es la principal causa de muerte, el resto relacionado para utilizar y comerciar la piel. La ignorancia es un problema de raíz , ninguna campaña de concienciación o la educación local se está llevando a cabo.
La creación de áreas protegidas es insuficiente para la especie cuando la mayoría del hábitat potencial se encuentra fuera de estas y está a menudo cerca de poblaciones humanas; aumentando la amenaza a la especie.

## Conservación
El varano amarillo Varanus flavescens se ve protegido en todos los países de su distribución menos en Bután. Debido a los inadecuados datos de la especie, es necesario investigar su distribución, estatus de población, tendencias, ecología y amenazas urgentes. Para ayudar a la conversación deberían emplearse medidas legales locales enforzadas por los países de su distribución para parar el comercio y matanza de la especie.  Además, las poblaciones de dichos países deberían ser concientizadas sobre su importancia y estatus legal.